# Emerald Fennell
Emerald Fennell (ur. 1 października 1985 w Londynie) – angielska aktorka i filmowiec. Laureatka Oscara za najlepszy scenariusz oryginalny do wyreżyserowanego przez siebie filmu Obiecująca. Młoda. Kobieta..

## Filmografia

### Filmy
| Rok  | Tytuł                          | Rola                | Uwagi                                |
| ---- | ------------------------------ | ------------------- | ------------------------------------ |
| 2010 | Mr Nice                        | Rachel              |                                      |
| 2011 | Albert Nobbs                   | pani Smythe-Willard |                                      |
| 2012 | Anna Karenina                  | księżn. Merkalova   |                                      |
| 2015 | Dziewczyna z portretu          | Elsa                |                                      |
| 2015 | Piotruś. Wyprawa do Nibylandii | Commander           |                                      |
| 2018 | Vita i Virginia                | Vanessa Bell        |                                      |
| 2018 | Careful How You Go             |                     | krótkometrażowy; scenariusz i reżys. |
| 2020 | Obiecująca. Młoda. Kobieta.    | rola cameo          | scenariusz, produkcja i reżyseria    |
| 2023 | Barbie                         | Midge               |                                      |
| 2023 | Saltburn                       |                     | scenariusz, produkcja i reżyseria    |

### Telewizja
| Rok       | Tytuł                    | Rola                  | Uwagi                           |
| --------- | ------------------------ | --------------------- | ------------------------------- |
| 2007      | Trial & Retribution      | Sheena                | 1 odc.                          |
| 2010      | Nowe triki               | Vicky                 | 1 odc.                          |
| 2010      | Any Human Heart          | Lottie                | 3 odc.                          |
| 2011–2013 | Chickens                 | Agnes                 | 7 odc.                          |
| 2013      | Blandings                | Monica Simmons        | 1 odc.                          |
| 2013      | Starsza pani znika       | Odette                | film TV                         |
| 2013      | Murder on the Home Front | Issy Quennell         | film TV                         |
| 2013–2017 | Z pamiętnika położnej    | Patsy Mount           | 27 odc.                         |
| 2016      | Drifters                 | Lizzie                | rola gościnna, też scenarzystka |
| 2017      | Wiktoria                 | Ada Lovelace          | 1 odc.                          |
| 2019      | Obsesja Eve              |                       | showrunnerka; 8 odc.            |
| 2019–2020 | The Crown                | Camilla Parker Bowles | 7 odc.                          |